# 春木川 (大分県)
春木川（はるきがわ）は、大分県別府市を流れ別府湾に注ぐ河川で、二級水系の本川である。

## 概要
鍋山と大平山（扇山）との間から流れ出て、別府市市街地の北部を東流し、別府湾に注ぐ。別府市の中心部を占める扇状地の形成には、主として本川と境川とが寄与したと考えられている。
余剰の未利用温泉排水が流入しているため、年間平均水温が21℃あり、熱帯魚のグッピーが生息している。